# نيفين مندور
نيفين مندور (28 نوفمبر 1972 -)، ممثلة مصرية.

## عن حياتها
كانت بدايتها وهي بسن صغيرة وهي تشارك في المسرحيات المدرسية وتعمل بها وحتى وقت الجامعة إلى أن قدمت أول بطولة لها من خلال فيلم «اللي بالي بالك» واختفت بعدها لمدة 6 سنوات وعادت بعدها لتشارك في عدد من الأعمال السينمائية والتلفزيونية
بتاريخ 12 مارس 2013 لقت قوات الشرطة المصرية القبض على الفنانة نيفين مندور، بعدما وجدت برفقة شخصين أحدهما نقيب بالقوات المسلحة والآخر مدير تسويق بأحد النوادي داخل سيارة وبحوزتهم كمية من مخدر البانجو تتجاوز 80 جرامً، ولكن تم إخلاء سبيلهم بكفالة 5 آلاف جنيه لكل منهم، لاتهامهم بتعاطي الهيروين 

## روابط خارجية
- نيفين مندور على موقع الدهليز
- نيفين مندور على موقع قاعدة بيانات الأفلام العربية